# На мирных полях
«На мирных полях» — одна из первых картин советского и российского живописца Андрея Мыльникова (1919—2012), впервые представленная в 1950 году. За эту работу художник был удостоен Сталинской премии III степени за 1951 год. Находится в собрании Русского музея.

## История
В картине художник обратился к теме послевоенной деревни, раскрыв её через образ женщины, на долю которой выпала основная тяжесть восстановления разрушенного войной хозяйства. Кончилась война, впереди мирная жизнь, стоит горячая пора сенокоса. В лучах солнца молодые женщины идут по полю. Важную роль в работе играет пейзаж, создающий ощущение красоты и безграничного простора Родины, «значительности всего происходящего здесь, на небольшом косогоре, усыпанном полевыми цветами». Вытянутая по горизонтали, композиция картины (два квадрата), типичная для советской пейзажной живописи послевоенного десятилетия, позволяет художнику показать широкую панораму родной земли, размах полей. По замечанию А. Кагановича, его герои «полны бодрости и уверенности в себе, они органично вплетаются в эту пейзажную среду, сотканную из солнечного света, неба, земли и полевых цветов».
Впервые картина «На мирных полях» экспонировалась в 1950 году на выставке произведений ленинградских художников в Русском музее, а затем на Всесоюзной художественной выставке в Москве. В 1951 году за работу «На мирных полях» А. Мыльников был удостоен Сталинской премии третьей степени. Работа в последующем неоднократно экспонировалась на крупнейших художественных выставках и воспроизводилась в печати. Находится в собрании Государственного Русского музея.